# John Kotter
John Paul Kotter es profesor emérito de liderazgo de Kōnosuke Matsushita en la Escuela de negocios Harvard, autor, y fundador de Kotter International, una empresa de consultoría de gestión con sede en Seattle y Boston. Es un líder en negocios, liderazgo y cambio.

## Carrera
En 2008, cofundó Kotter International, donde actualmente se desempeña como presidente. La firma de consultoría empresarial aplica la investigación de Kotter sobre liderazgo, ejecución de estrategias, estrategias de transformación y formas de cambio a gran escala.
Kotter ha recibido numerosos premios durante su carrera: Harvard Business Review, Bloomberg Businessweek, Thinkers50, Global Gurus y otros.
Los 8 pasos de Kotter
En Leading Change (1996), y posteriormente en The Heart of Change (2002), Kotter describe un modelo de ocho etapas de cambio exitoso en el que busca ayudar a los gerentes a liderar el cambio y comprender cómo las personas aceptan, se involucran y mantienen organizaciones exitosas. cambiar. 
Las ocho etapas o pasos incluyen la creación de "un sentido de urgencia" y el uso de "triunfos a corto plazo".

## Vida personal
Kotter vive en Boston, Massachusetts con su esposa, Nancy Dearman. Ellos tienen dos hijos.

## Libros
Es autor de 21 libros y ensayos, como se indica a continuación. 12 de estos han sido bestsellers de negocios y dos de los cuales son bestsellers generales del New York Times.
- Kotter, John P. (1974). Mayors In Action. John Wiley & Sons Inc. ISBN 047150540-4.
- Kotter, John P. (1991). Self Assessment & Career Development. Prentice Hall. ISBN 0138031487.
- Kotter, John P. (1979). Power in Management. Amacom Books. ISBN 0814455077.
- Kotter, John P. (1979). Organization - Texts, Cases, and Readings on the Management of Organizational Design and Change. R. D. Irwin. ISBN 0256022267.
- Kotter, John P. (1986). The General Managers. Free Press. ISBN 0029182301.
- Kotter, John P. (2008). Power and Influence. Free Press. ISBN 978-1439146798.
- Kotter, John P. (1988). The Leadership Factor. Free Press. ISBN 0029183316.
- Kotter, John P. (1990). A Force for Change. Free Press. ISBN 0029184657.
- Kotter, John P. (2011). Corporate Culture and Performance. Free Press. ISBN 978-1451655322.
- Kotter, John P. (1995). The New Rules. Free Press. ISBN 0029175860.
- Kotter, John P. (1996). Leading Change. Harvard Business School Press. ISBN 978-0-87584-747-4.
- Kotter, John P. (1997). Matsushita Leadership: Lessons from the 20th Century's Most Remarkable Entrepreneur. New York: The Free Press. ISBN 9780684834603. OCLC 35620432.
- Kotter, John P. (1999). John P. Kotter on What Leaders Really Do.
- Kotter, John P. (2002). The Heart of Change.
- Kotter, John P. (2006). Our Iceberg is Melting.
- Kotter, John P. (2008). A Sense of Urgency. United States: Harvard Business School Publishing. ISBN 978-1-4221-7971-0.
- Kotter, John P. (2008). Managing Your Boss. ISBN 9781422122884.
- Kotter, John P. (2010). Buy In. ISBN 9781422157299.
- Kotter, John P. (2014). Accelerate: Building Strategic Agility for a Faster-Moving World. p. 224. ISBN 978-1625271747.
- Kotter, John P. (2016). That's Not How We Do It Here!: A Story about How Organizations Rise and Fall--and Can Rise Again. p. 176. ISBN 978-0399563942.
- Kotter, John P. (2021). CHANGE: How Organizations Achieve Hard-to-Imagine Results Despite Uncertain and Volatile Times. p. 240. ISBN 978-1119815846.

## Cambio exitoso
Las victorias a corto plazo, dentro de un período de 6 a 18 meses, se consideran necesarias porque "[una] organización tiene que obtener algunos beneficios de [un] esfuerzo de cambio para mantener el compromiso de las partes interesadas". Kotter afirma que para ser útiles o influyentes, las ganancias a corto plazo deben ser "visibles e inequívocas", así como "estrechamente relacionadas con el esfuerzo de cambio".: 121–2 Argumentando en contra de la creencia de que existe una "compensación" entre las victorias a corto plazo y las victorias a largo plazo, Kotter argumenta por experiencia que ambas son alcanzables.: 125 